# Käthe Kirschmann
Käthe Kirschmann (née Fey le 22 février 1915 à Sarrebruck, morte le 11 mai 2002 à Düsseldorf) est une membre allemande du SPD. Avec son mari Emil Kirschmann, elle s'engage dans la résistance allemande au nazisme.

## Biographie
Käthe Fey est la fille d'une femme de vestiaire et d'un ouvrier du bâtiment, elle grandit avec les idées de la social-démocratie. Elle s'engage dans la Jeunesse ouvrière socialiste (de). Après la Volksschule, elle suit une formation de commis dans une librairie de Sarrebruck. Elle est licenciée au moment de la Grande Dépression. Elle perd de nouveau son emploi en 1933 pour avoir participé à une contre-manifestation à Neunkirchen lors de la visite d'Adolf Hitler au Niederwalddenkmal. Le président de la section de la Sarre du SPD Max Braun l'engage. Il rencontre Emil Kirschmann et Marie Juchacz, la sœur de son épouse décédée.
Dans la période entre l'annonce et la réunification du territoire de la Sarre au Reich allemand, elle est coursière pour la Sopade à Forbach dans un centre dirigé par Braun et Kirschmann.  Au cours d'une course, le 12 mai 1935, elle est arrêtée par la Gestapo de Saarbruck et mise en détention provisoire à Lerchesflur. Elle est accusée d'une complicité de trahison avec Karl Friedrich John. Sur l'intervention du procureur Ernst Brand, elle est libérée de prison le 11 juin pour manque de preuves. Pour échapper à une nouvelle arrestation, elle va à Moulins-Lès-Metz avec Kirschmann puis à Mulhouse. Au cours de l'exil, elle participe au groupe Kirschmann, qui supervise un bureau frontalier du SPD.
Après que les troupes allemandes occupent le Luxembourg lors de la Seconde Guerre mondiale, le groupe fuit vers Sauvagnon. Le groupe essaie d'aller aux États-Unis en 1941. En Amérique, elle suit une formation d'infirmière puis exerce ce métier. Elle organise également des programmes d'aide pour l'Allemagne et la France en période d'après-guerre. Le 16 novembre 1948, Käthe Fey épouse Emil Kirschmann à New York. Après la mort de son mari le 11 avril 1949, elle revient en Allemagne, s'installe à Norderney et travaille pendant vingt ans pour Arbeiterwohlfahrt. En 1955, elle soigne Marie Juchacz qui meurt le 28 janvier 1956.